# Christoph Groneck
Christoph Groneck (* 5. Juli 1976 in Dinslaken) ist ein deutscher Verkehrsplaner und Autor mit dem Schwerpunkt Renaissance der Straßenbahn.

## Leben
Groneck besuchte das Leibniz-Gymnasium in Dormagen und absolvierte dort am 7. Juni 1995 sein Abitur. Danach studierte er Bauingenieurwesen mit der Vertiefungsrichtung „Verkehrsplanung und Verkehrssysteme“ an der Bergischen Universität in Wuppertal, wo er am 5. Februar 2001 sein Diplom abschloss. Das Thema der Diplomarbeit war der Neubau einer Straßenbahnstrecke in Bochum zum Ruhr-Park.
Nach seiner Studienzeit war Groneck am Lehrstuhl „Umweltverträgliche Infrastrukturplanung und Stadtbauwesen“ der Bergischen Universität wissenschaftlicher Mitarbeiter. Seit 2003 arbeitet Groneck als Verkehrsplaner beim Rhein-Sieg-Kreis.
Im November wurde Groneck mit dem Thema „Französische Planungsleitbilder für Straßenbahnsysteme im Vergleich zu Deutschland“ promoviert. Im August 2013 arbeitete er als wissenschaftlicher Berater bei einer Projektstudie hinsichtlich einer Wiedereinführung der Straßenbahn in Bremerhaven mit.
Sein berufliches und mediales Schaffen konzentriert sich auf das Thema „Renaissance der Straßenbahn“, insbesondere in Frankreich.

## Veröffentlichungen
Groneck ist seit 2001 als freier Journalist bei verschiedenen Fachzeitschriften zum Thema Verkehr (z. B. „stadtverkehr“, „StraßenbahnMagazin“ und „Regionalverkehr“) tätig. Bereits seit 1997 arbeitet er als Redakteur beim „Nachrichtenblatt – Informationen zur Verkehrspolitik im Rheinland“, dessen Chefredakteur er seit 2000 ist.
Er ist Autor folgender Fachbücher:
- Neue Straßenbahnen in Frankreich. EK-Verlag, Freiburg 2003, ISBN 978-3-88255-844-9.
- Rhein-Ruhr Stadtbahn Album 1. Robert Schwandl, Berlin 2005, ISBN 978-3-936573-06-0. (mit  Paul Lohkemper und Robert Schwandl)
- Köln/Bonn Stadtbahn Album: Das Stadtbahnnetz von Köln und Bonn. Robert Schwandl, Berlin 2005, ISBN 978-3-936573-07-7.
- Rhein-Ruhr Stadtbahn Album 2. Robert Schwandl, Berlin 2006, ISBN 978-3-936573-08-4. (mit  Paul Lohkemper und Robert Schwandl)
- Metros in Frankreich. Robert Schwandl, Berlin 2006, ISBN 978-3-936573-13-8.
- Wuppertal Schwebebahn Album. Robert Schwandl, Berlin 2014, ISBN 978-3-936573-15-2.
- Metros in Portugal: Schienennahverkehr in und um Lissabon und Porto. Robert Schwandl, Berlin 2008, ISBN 978-3-936573-20-6.
- Metros in Belgien. Robert Schwandl, Berlin 2009, ISBN 978-3-936573-26-8.
- Tram Atlas Frankreich. 1. Auflage. Robert Schwandl, Berlin 2014, ISBN 978-3-936573-42-8.
- U-Bahn, S-Bahn & Tram in Paris. Robert Schwandl, Berlin 2020, ISBN 978-3-936573-62-6.

## Ehrungen
- 2002: Kölner Umweltschutzpreis für ein Busnetz-Optimierungskonzept
- 2003: Henry-Lampke-Preis der Deutschen Verkehrswissenschaftlichen Gesellschaft (DVWG)